# John Clellon Holmes
John Clellon Holmes (12. března 1926 – 30. března 1988) byl americký romanopisec a básník.

## Život
Narodil se roku 1926 ve městě Holyoke v americkém státě Massachusetts a studoval literaturu na Kolumbijské universitě. Svůj první román nazvaný Go publikoval v roce 1952. Jde o vůbec první vydané dílo označované jako beatnické. Odehrává se v New Yorku a vystupují v něm postavy inspirované skutečnými lidmi, například Paul Hobbes (sám autor), David Stofsky (Allen Ginsberg) či Gene Pasternak (Jack Kerouac). On sám byl inspirací pro několik postav z Kerouacových knih. Byl také prvním, který veřejně přednesl frázi „beat generation“. Později vydal několik dalších románů. Rovněž se věnoval pedagogické činnosti na Arkansaské a Yaleově univerzitě. Zemřel na rakovinu ve svých 62 letech.

## Dílo
- Go (1952)
- The Horn (1958)
- The Philosophy of the Beat Generation (1958)
- Get Home Free (1964)
- Nothing More to Declare (1967)
- The Bowling Green Poems (1977)
- Death Drag: Selected Poems 1948–1979 (1979)
- Visitor: Jack Kerouac in Old Saybrook (1981)
- Gone in October: Last Reflections on Jack Kerouac (1985)
- Displaced Person: The Travel Essays (1987)
- Representative Men: The Biographical Essays (1988)
- Passionate Opinions: The Cultural Essays (1988)
- Dire Coasts: Poems (1988)
- Night Music: Selected Poems (1989)